# Operazione Red Wings
L'operazione Red Wings (lett. "Ali rosse", talvolta erroneamente citata come operazione Redwings o operazione Red Wing) è stata un'operazione militare svoltasi durante la guerra in Afghanistan nella provincia del Konar, nei pressi dell'Hindu Kush. Ebbe luogo nel giugno del 2005, volta a fermare un gruppo di terroristi guidati da Ahmad Shah e riportare la zona sotto controllo della coalizione per ottenere le condizioni adeguate in vista delle elezioni parlamentari in Afghanistan del 2005.
La missione fu condotta dal 2º battaglione, 3º reggimento dei Marine in cooperazione con diverse unità delle forze speciali statunitensi. L'operazione fu fallimentare perché nelle fasi iniziali un gruppo di quattro uomini dei Navy SEALs cadde in un'imboscata; successivamente un elicottero statunitense MH47 Chinook con 16 uomini a bordo, giunto in loro soccorso venne abbattuto da un RPG-7. L'operazione Red Wings, con i suoi 19 morti, rappresenta ad oggi la seconda perdita più grave americana della guerra in Afghanistan, superata solo il 6 agosto 2011, quando il CH-47 Exortion 17 venne abbattuto nella provincia afghana di Vardak, provocando la morte dei 38 occupanti, 30 dei quali erano personale americano.

## Origine del nome
L'operazione prese il nome da una squadra di hockey su ghiaccio statunitense, i Detroit Red Wings. Quando il 2º battaglione del 3º reggimento Marine stilò le specifiche della campagna, l'ufficiale Thomas Wood chiese al tenente Lance Seiffert di comporre una lista di nomi delle squadre di hockey su ghiaccio americane. La lista di Seiffert comprendeva 10 nomi di squadre e il battaglione scelse il quarto nome (red wings) dalla lista, dato che i primi tre New York Rangers, Chicago Blackhawks, New Jersey Devils potevano essere confusi con nomi già utilizzati per altre operazioni in uso sul territorio. Il nome spesso viene confuso e storpiato con "operazione redwing" oppure con "operazione red wing". Questo sbaglio cominciò da quando venne pubblicato il libro di Patrick Robinson Lone Survivor: The Eyewitness Account of Operation Redwing and the Lost Heroes of SEAL Team 10, frutto di un'intervista effettuata da Robinson al Seal superstite Marcus Luttrell.

## Il contesto
Nel 2004, dopo che la coalizione statunitense e la milizia afghana avevano consolidato la loro presenza sui rispettivi territori, si assistette ad una lenta ma inesorabile ripresa del potere dei nuclei combattenti talebani. In molte zone nel sud-est dell'Afghanistan cominciarono anche ad apparire piccoli centri di addestramento che esortavano al jihād. Altri campi mobili di addestramento furono eretti lungo il confine con il Pakistan, per formare nuove leve di fronte alla campagna contro la coalizione statunitense. Le basi più importanti furono realizzate nelle aree montuose del Pakistan, e vedevano impiegati centinaia di uomini e alcune contenevano elementi di spicco della parte talebana.
I talebani agivano di norma in piccoli gruppi di circa 15 uomini attaccando convogli o edifici isolati e poco protetti, per poi dividersi
in altre piccole formazioni così da non permettere al nemico di neutralizzare l'intero gruppo durante la ritirata strategica. Durante la primavera e l'estate, gli attacchi crebbero gradualmente di frequenza nel cuore del "territorio talebano". Dozzine di soldati governativi afghani, organizzazioni non governative, lavoratori umanitari, e diversi soldati statunitensi morirono in raid e imboscate. Nel 2005 la coalizione decise dunque di effettuare massicce operazioni in risposta agli attacchi. L'aviazione statunitense eseguì bombardamenti a tappeto, mentre la milizia afghana riuscì a neutralizzare decine di roccaforti talebane situate nelle varie province poste al confine con il Pakistan.
Le azioni militari ebbero un discreto successo e consentirono di riprendere il controllo sulla quasi totalità delle province.

## I preparativi
Verso gli inizi dell'estate 2005, quindi, l'Afghanistan era, per la quasi totalità, sotto il controllo delle forze di coalizione. La situazione calda restava al confine, nella provincia del Konar dove le forze talebane si erano riunite sotto la guida di Ahmad Shah. Il tenente Regan Turner, in pattuglia con gli uomini della "compagnia whiskey" del 2º battaglione del 3º reggimento Marine, aveva guadagnato un numero significativo di informazioni che allertarono i servizi di intelligence statunitensi. Ahmad Shah aveva assoldato circa un centinaio di uomini e aveva allestito il suo campo base alle pendici del Sawtalo Sar nella valle del Korangal. Gli uomini del tenente Turner avevano inoltre scoperto alcune foto e scoperto che il leader talebano aveva un'alleanza con Gulbuddin Hekmatyar originario di Peshawar, in Pakistan. Attraverso alcune rilevazioni effettuate con un drone UAV, il 17 giugno del 2005 l'intelligence statunitense aveva identificato un complesso di strutture nella zona segnalata dal tenente Turner. Gli edifici erano probabilmente adibiti ad ospitare i talebani e alla fabbricazione di IED. Iniziarono dunque i preparativi effettivi dell'operazione Red Wings. La missione prevedeva di far infiltrare inizialmente il team 10 dei Navy SEALs (nome in codice Spartan 1) nei pressi dell'obiettivo, spostarsi a piedi e rilevare visivamente il complesso delle strutture e possibilmente il leader talebano. Dopodiché, la seconda fase sarebbe stata quella di contattare via radio il campo base, da dove sarebbero decollati due elicotteri MH-47, con a bordo altri uomini dei Navy SEALs e uomini del SOAR, supportati da un elicottero Apache. Dopo L'attacco, la terza fase prevedeva di allestire un cordone di sicurezza formato da truppe di terra dei Marine e della milizia afghana, nei pressi del complesso montuoso per catturare eventuali fuggitivi. L'ultima fase prevedeva di mettere in sicurezza la zona e stabilire un campo base provvisorio per bonificare in maniera definitiva l'obiettivo e rilevare ulteriori informazioni.

## L'imboscata
La notte del 27 giugno 2005, due elicotteri si avvicinarono alla zona dell'Hindu Kush a 25 chilometri da Asadabad. Il primo, in testa alla formazione era vuoto. Era il cosiddetto elicottero "civetta", compì alcune manovre in modo da attirare su di sé l'attenzione di eventuali nemici a terra per poi allontanarsi nel buio della notte. L'altro in coda, virò spostandosi qualche chilometro per raggiungere un punto tra il Sawtalo Sar e il Gatigal Sar. A bordo il team Navy SEAL Spartan 1, si preparò ad abbandonare il mezzo. Quando furono sul posto, lanciarono la sacca dei materiali e si calarono con una fune. Successivamente il secondo elicottero abbandonò la zona e si ricongiunse con il primo per tornare al campo. Una volta al suolo il tenente Michael Murphy al comando, prese contatto con il campo base per verificare il contatto radio. Concordarono che ogni due ore avrebbero dovuto segnalare la posizione fino al raggiungimento dell'obiettivo prestabilito da cui avrebbero coordinato l'attacco principale. Se avessero mancato l'appello per due volte consecutive il campo base avrebbe inviato immediatamente una squadra di recupero. 

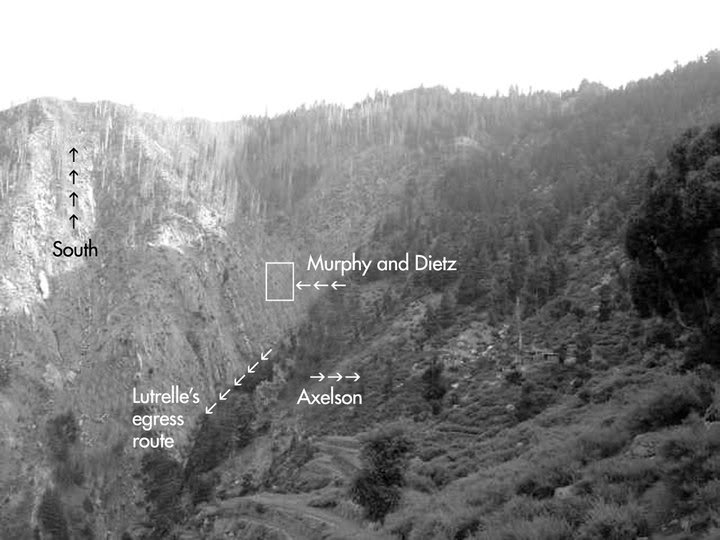
Fotografia dell'imboscata.

Il Team 10 Navy SEAL, composto, oltre che dal tenente Murphy, dai sottufficiali di seconda classe Danny Dietz, Matthew G. Axelson e Marcus Luttrell, si mise in marcia per raggiungere un punto di interesse sul Sawtalo Sar a circa due chilometri dalla loro posizione attuale. Raggiunto il punto stabilito avrebbero dovuto prendere posizione per l'individuazione, oltre che delle strutture, del bersaglio, contattare il campo e restare a disposizione per coadiuvare l'attacco congiunto per poi essere successivamente esfiltrati dalla zona.
Il Team SEAL 10 rispose al primo contatto radio, comunicando che la situazione era sotto controllo e che stavano per raggiungere il punto prestabilito. Quando erano quasi a destinazione si imbatterono in un gruppo di pastori nomadi, probabilmente del villaggio vicino. Decisero di catturarli, ma vi furono opinioni divergenti su come agire nei loro confronti. Dietz e Axelson erano propensi ad uccidere i pastori
per non compromettere la missione, Luttrell si rifiutò categoricamente invocando le convenzioni di Ginevra e la moralità dei suoi commilitoni. Tra i pastori c'erano un adolescente e un anziano. Il tenente Murphy alla fine decise di lasciarli andare. Questo avvenimento fu probabilmente decisivo, dato che i pastori rivelarono la loro posizione.
Non molto tempo dopo aver liberato i pastori, i Navy SEALs furono attaccati dagli uomini di Shah, i quali disponevano del fuoco pesante di grosse mitragliatrici RPK razzi RPG-7 e mortai da 82 mm. A causa di un malfunzionamento della radio principale, il contatto con il campo base fu interrotto. I SEALs furono presto accerchiati e spinti verso la parte nord del Sawtalo Sar. Anche se il primo contatto radio prestabilito saltò, nessuna forza di recupero fu inviata. Il primo a cadere sul campo di battaglia fu Dietz. Ferito gravemente rimase indietro e fu raggiunto dagli uomini di Shah che lo finirono. Gli altri, feriti, continuarono a fuggire. Murphy cercò più volte di stabilire un contatto con la base, anche con il telefono satellitare a rischio di essere intercettato.
Il tenente si rese presto conto che non c'era altra alternativa se non quella di raggiungere una posizione più elevata e priva di vegetazione per tentare di contattare i soccorsi. Perdendo ogni riparo dal fuoco nemico il tenente Murphy riuscì a raggiungere un punto isolato e contattare la base, ma venne ucciso prima di comunicare la situazione in dettaglio. Axelson fu ferito a morte poco dopo nel tentativo di raggiungere il capo squadra. Luttrell ferito gravemente e privo di conoscenza venne localizzato e salvato da un nomade pashtun che in seguito lo ospitò e gli salvò la vita curandolo dai numerosi traumi riportati.

## Red Wings II
Il campo base era stato allertato per intervenire se il team Spartan 1 avesse saltato due contatti radio consecutivi con il campo base. Al primo mancato appello, fu semplicemente disposta una squadra di recupero pronta a partire composta da 8 uomini dei Navy SEALs e 8 uomini del SOAR in attesa di ulteriori istruzioni. Quando Murphy riuscì a contattare il campo base la squadra non partì immediatamente. A causa dei problemi di trasmissione radio il messaggio non fu recepito perfettamente; tuttavia la mancanza di un contatto stabile fece propendere per l'ok al decollo della QRF (Quick Reaction Force). Dalla base decollarono elicotteri di trasporto MH-47 Chinook supportati da 2 elicotteri d'attacco Apache e 2 elicotteri Blackhawk. La priorità era recuperare i SEALs, la missione quindi cambiò nome e divenne operazione Red Wings II.
Giunti in zona il team non riuscì ad ottenere nessun contatto radio con il team Spartan 1 e fu sottoposto al fuoco nemico. Uno degli uomini di Shah fece partire un razzo RPG-7 che colpì in pieno il rotore di coda di uno dei due elicotteri Chinook che precipitò per poi esplodere al suolo, uccidendo tutti i passeggeri. Nello schianto perirono il comandante dei Navy SEALs Erik S. Kristensen che avrebbe dovuto guidare le truppe di terra nella terza fase e il maggiore Stephen C. Reich.
A causa del pesante fuoco nemico e di una perturbazione meteo, le forze statunitensi abbandonarono quindi la zona senza riuscire ad entrare
in contatto con il team Spartan 1. Nei giorni successivi grazie all'ausilio di un ingente numero di truppe di terra e supporto aereo, i Marine riuscirono a recuperare i corpi di Dietz, Murphy e Axelson e a raggiungere il luogo dove era caduto l'elicottero abbattuto. Luttrell fu rintracciato a Salar Ban un villaggio ad un chilometro di distanza dal luogo dell'imboscata.

## Gulab e Luttrell
L'imboscata spinse il team Spartan 1 verso la parte nord del Sawtalo Sar. La zona confluisce in una gola che mise con le spalle al muro Murphy e i suoi uomini. Secondo la ricostruzione che fornì Luttrell nell'intervista rilasciata a Patrick Robinson, che è uno degli elementi base per la documentazione storica su questa tragica vicenda, l'ufficiale ricorda che prima di essere stato ferito gravemente era riuscito a trovare una via per tornare a valle. Purtroppo a causa del dissanguamento dovuto alle ferite perse conoscenza e cadde in un dirupo riportando diverse fratture multiple.

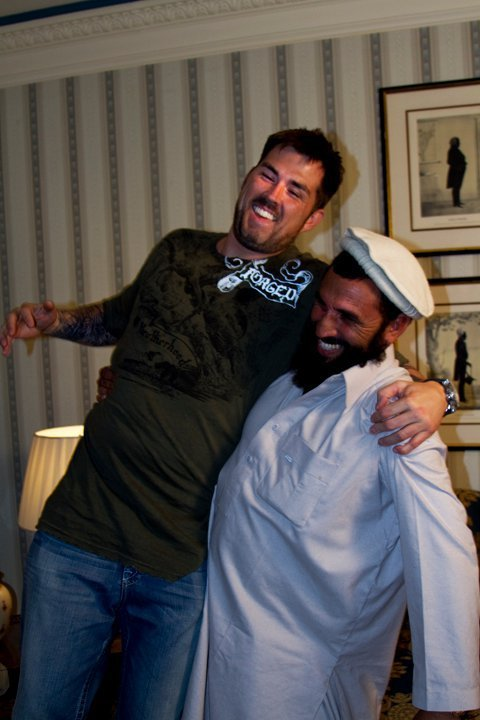
Luttrell con Gulab nel 2010

A poche centinaia di metri si ergeva il piccolo villaggio montano di Salar Ban. Un pastore di questo villaggio Mohammad Gulab Khan, chiamato semplicemente Gulab da Luttrell, stava tornando a casa quando si imbatté nel soldato in fin di vita. Lo prese con sé e riuscì a portarlo al suo villaggio chiedendo l'aiuto dei suoi paesani, tenendo fede ad un'antica tradizione del popolo pashtun che offriva asilo e protezione a chiunque fosse in fuga dai propri nemici senza tenere conto di etnia, nazionalità e religione.
Quando i miliziani di Shah si fecero vivi alle porte del villaggio di Gulab, per chiedere la resa dell'americano, i pashtun invitarono i talebani a tornare indietro con la minaccia di usare le armi. La minaccia ebbe effetto perché Ahmad Shah temeva probabilmente di attirare l'attenzione americana su quell'area.
Luttrell scrisse una nota e chiese che fosse portata alla base americana di Asadabad. Poiché Gulab aveva precedentemente incontrato il comandante dei marine di base a Nangalam, chiese a un suo compaesano, Shina, di fare invece il viaggio con la nota a quella base.  Ciò richiese un viaggio più lungo attraverso i sentieri della valle di Shuryek fino a Matin, dove poi prese un taxi per percorrere la strada fino a Nangalam. Gulab diede a Shina 1 000 afghani (una ventina di dollari USA per il viaggio). Quando Shina raggiunse la base di Nangalam nel cuore della notte, incontrò il comandante e raccontò la storia di un soldato americano ferito nel loro villaggio. Poi gli diede il biglietto che Luttrell aveva scritto.
Successivamente, dopo il salvataggio di Luttrell da parte degli americani, Gulab e i suoi familiari furono portati in una zona più sicura sotto il controllo delle forze di coalizione, nei pressi di Asadabad.
Secondo un articolo del Newsweek del gennaio 2015, Gulab ha subìto anni di attacchi talebani in Afghanistan, nascondendosi lontano da casa durante il giorno e andandoci di notte solo per visitare la sua famiglia, dopo che gli Stati Uniti non sono riusciti a proteggerlo adeguatamente.
Nel 2009 un uomo armato non identificato ha sparato a Gulab alla gamba appena fuori dalla propria casa. Sebbene la ferita fosse di minima entità, gli ricordava che aveva messo a rischio la sua vita e quella della sua famiglia con poca protezione in cambio.
Nel 2010, tre anni dopo aver scritto Lone Survivor, Luttrell ha aiutato Gulab a ottenere un visto temporaneo e ha pagato la sua visita negli Stati Uniti. I due hanno trascorso quasi tre settimane al ranch in Texas di Luttrell.
Nel 2013, Gulab è tornato negli Stati Uniti su richiesta degli Universal Studios per aiutare con la pubblicità di Lone Survivor, la versione cinematografica del libro di Luttrell. Dopo mesi negli States, Gulab sperava di poter restare nel Paese. Luttrell ha suggerito a Gulab di chiedere asilo, ma l'afghano temeva che così facendo gli sarebbe stato impedito di tornare a casa per sempre. Così, ha cercato di ottenere invece una Permanent Resident Card (un'autorizzazione rilasciata dalle autorità degli Stati Uniti d'America che consente ad uno straniero di risiedere sul suolo degli U.S.A. per un periodo di tempo illimitato), ma che non ha mai ricevuto.
Quando Gulab tornò a casa in Afghanistan dopo la proiezione del film, una copia pirata di Lone Survivor era giunta fino lì, provocando un rinnovato flusso di minacce di morte e violenze nei suoi confronti e della sua famiglia.
A inizio 2015, Gulab e i suoi familiari sono stati trasferiti in un paese ignoto confinante con l'Afghanistan come protezione, e il loro avvocato Michael Wildes sta lavorando per fargli ottenere la cittadinanza americana.

## Controversie
C'è stato qualche conflitto sul numero esatto di forze talebane coinvolte nell'ingaggio. Le stime iniziali di intelligence durante il briefing pre-missione, parlavano approssimativamente da 10 a 20 combattenti. Nel rapporto ufficiale di Luttrell presentato ai suoi superiori dopo il suo salvataggio, ha stimato che la dimensione delle forze talebane fosse di circa 20-35 unità, mentre nella citazione di Medal of Honor per il LT Michael P. Murphy, la marina ha citato 30-40 nemici. In Lone Survivor  lo stesso Luttrell parla invece di 80-200 unità. Nel suo libro, Victory Point: Operations Red Wings and Whalers - the Marine Corps 'Battle for Freedom in Afghanistan, il giornalista militare Ed Darack cita un rapporto dell'intelligence militare che afferma che la forza talebana è stata in realtà di 8-10 talebani. La stima dell'intelligence militare citata da Darack si basa su ricerche provenienti da studi aerei, prove video e di testimoni oculari del campo di battaglia dopo il fatto, inclusi gli uomini inviati per salvare Luttrell, nonché rapporti dell'intelligence afgana.
Luttrell ha affermato in Lone Survivor che il tenente Murphy ha preso in considerazione l'esecuzione dei civili disarmati che si sono imbattuti nella squadra di ricognizione SEAL e l'hanno persino messa ai voti, ma questo è stato criticato e liquidato da molti come finzione. Il portavoce del Navy Special Warfare Command, il tenente Steve Ruh, ha dichiarato che "il ragazzo più anziano alla fine ha la massima autorità" per prendere decisioni sul campo. Ha anche affermato che "questa è la prima volta che ho sentito parlare di una votazione del genere. Nei miei 14 anni di esperienza in Marina, non ho mai visto o sentito niente di simile".  Il padre di Michael P. Murphy afferma nell'articolo su Newsday del 12 giugno 2007 che "Il libro di Lone Survivor disonora la memoria del figlio", suo figlio infatti non avrebbe mai preso in considerazione l'esecuzione di civili disarmati, figuriamoci mettere ai voti una decisione così grave. Il protocollo militare e le regole di ingaggio vietano rigorosamente di danneggiare i civili non combattenti disarmati.
Mohammad Gulab, l'abitante del villaggio afghano che ha salvato Luttrell, contesta anche la versione di Luttrell della storia. Luttrell afferma di aver sparato quasi tutti i suoi colpi, ma Gulab ha detto che Luttrell è stato trovato con 11 caricatori ancora pieni. Gulab ha anche detto che i talebani hanno sentito l'elicottero infiltrare la squadra SEAL, quindi hanno seguito le loro impronte. Quando i talebani li hanno trovati, stavano discutendo su cosa fare con i pastori, quindi si sono trattenuti dall'attaccare per non mettere in pericolo i pastori stessi. Poco dopo il rilascio dei pastori, i talebani hanno deciso di sferrare l'attacco ai SEALs. Gulab afferma che la gente del posto ha sentito lo scontro a fuoco, in seguito ha perquisito le colline e non ha trovato cadaveri talebani. Andrew MacMannis è un ex colonnello dei marine che ha aiutato a pianificare la missione ed era sul posto per l'operazione di recupero, e dice che non ci sono state segnalazioni di vittime nemiche. Due video che i talebani hanno girato durante lo scontro a fuoco mostrano solo 7 uomini nella milizia di Ahmad Shah. Gulab afferma che non gli è mai stata data la possibilità di raccontare la sua versione della storia, e che il suo interprete prima dell'intervista alla trasmissione TV 60 minuti gli disse: "Qualunque cosa Marcus dica nell'intervista, di' di sì".

## L'epilogo di Ahmad Shah
L'operazione Red Wings, ebbe un notevole risalto mediatico, a causa dei 19 morti tra le file americane oltre che per il suo fallimento. Un macabro esito che sconvolse l'opinione pubblica occidentale e rese Shah un nuovo eroe della resistenza talebana. Durante l'imboscata, i talebani filmarono alcuni cortometraggi per testimoniare "l'impresa" che sono stati resi successivamente di dominio pubblico da alcuni siti internet.
Nel luglio 2005 le forze statunitensi riuscirono a distruggere le cellule talebane anti-coalizione, presenti nella zona; Shah e i suoi uomini si rifugiarono in Pakistan.
Da questa nazione confinante il leader talebano riformò un nuovo piccolo esercito. Anche grazie alla sua nuova fama di "eroe nazionale". Tornato nel Kunar verso la metà di agosto fu definitivamente sconfitto negli scontri di quella che venne battezzata "operazione Whalers", dove tra l'altro riportò gravi ferite. Il leader talebano perse la vita tre anni dopo circa, in uno scontro a fuoco con le forze di polizia pakistane nella zona del Khyber Pakhtunkhwa.

## Militari caduti nell'operazione

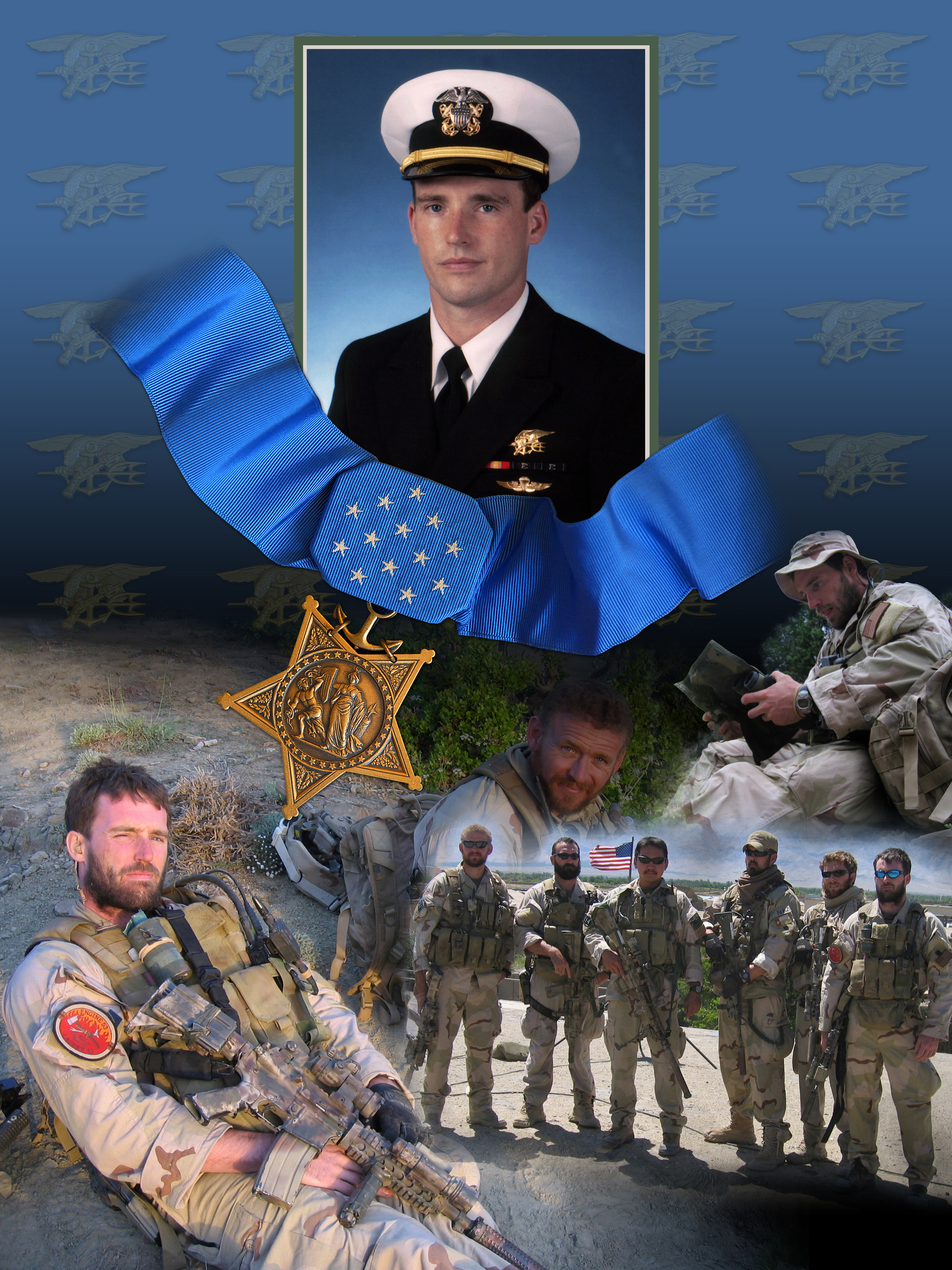
Michael P. Murphy - Medal of Honor

### U.S. Navy Seal
- LT Michael P. Murphy, 29, Patchogue, New York;
- SO2 Matthew Axelson, 29, Cupertino, California;
- SO2 Danny Dietz, 25, Littleton, Colorado.

Uccisi nell'abbattimento dell'elicottero MH-47 Chinook
- SOC Jacques J. Fontan, 36, New Orleans, Louisiana;
- SOCS Daniel R. Healy, 36, Exeter, New Hampshire;
- LCDR Erik S. Kristensen, 33, San Diego, California;
- SO1 Jeffery A. Lucas, 33, Corbett, Oregon;
- LT Michael M. McGreevy, Jr., 30, Portville, New York;
- SO2 James E. Suh, 28, Deerfield Beach, Florida;
- SO1 Jeffrey S. Taylor, 30, Midway, Virginia Occidentale;
- SO2 Shane E. Patton, 22, Boulder City, Nevada.

### 160th Special Operations Aviation Regiment
Uccisi nell'abbattimento dell'elicottero MH-47 Chinook
- SSG Shamus O. Goare, 29, Danville, Ohio;
- CWO3 Corey J. Goodnature, 35, Clarks Grove, Minnesota;
- SGT Kip A. Jacoby, 21, Pompano Beach, Florida;
- SFC Marcus V. Muralles	, 33, Shelbyville, Indiana;
- MSG James W. Ponder III, 36, Franklin, Tennessee;
- MAJ Stephen C. Reich, 34, Washington Depot, Connecticut;
- SFC Michael L. Russell, 31, Stafford, Virginia;
- CWO4 Chris J. Scherkenbach, 40, Jacksonville, Florida.

## Onorificenze
Tutti i soldati uccisi nella missione sono stati insigniti postumi, della Bronze Star
Il 4 settembre 2006 Dietz e Axelson ricevettero, postuma, la Navy Cross e la Purple Heart, lo stesso Luttrell venne insignito della Navy Cross qualche tempo dopo, in una cerimonia apposita alla Casa Bianca. Michael P. Murphy ricevette, postuma, la Medal of Honor.
W. Stanley Proctor ha realizzato un lavoro per il Veteran Memorial Park a Cupertino, in California, chiamato The Guardians. La scultura, commissionata dalla Cupertino Veterans Memorial Corporation, commemora i soldati uccisi nell'operazione. Si tratta di uno dei primi monumenti scolpiti a coloro che hanno servito la patria nella guerra in Afghanistan. L'opera raffigura i SEALs Axelson e Suh schiena contro schiena, intenti a proteggersi l'un l'altro dal fuoco nemico. Alla base della statua in bronzo, vi sono 19 placche che commemorano ognuno dei caduti nell'operazione Red Wings e una per l'unico superstite Marcus Luttrell. In seguito verrà intitolata al Tenente Murphy una unità della Marina Militare americana (Uss Michael Murphy - DG 112).

## Media
Il film statunitense del 2013, Lone Survivor, interpretato da Mark Wahlberg, si basa sull'operazione Red Wings. La pellicola è stata oggetto di alcune critiche, rea di non aver trasposto correttamente alcuni fatti della vicenda e soprattutto di aver danneggiato la memoria del tenente Michael P. Murphy per "aver solo proposto" di eliminare o meno civili inermi. Le stesse critiche sono state rivolte al libro, frutto dell'intervista a Marcus Luttrell, da parte del padre di Michael Murphy. Nel finale del film c'è un errore piuttosto banale: nella maschera con portata del 100% di ossigeno, la sacca reservoir resta sempre sgonfia.